# Браян Готтфрід
Браян Готтфрід (англ. Brian Gottfried; нар. 27 січня 1952) — колишній американський тенісист.
Найвищу одиночну позицію світового рейтингу — 3 місце досяг 19 червня 1977, парну — 2 місце — 12 грудня 1976 року.
Здобув 25 одиночних та 54 парні титули.
Перемагав на турнірах Великого шолома в парному розряді.
Завершив кар'єру 1984 року.

## Фінали турнірів Великого шолома

### Одиночний розряд: 1 (1 поразка)
| Результат | Рік  | Турнір                               | Покриття | Суперник       | Рахунок       |
| --------- | ---- | ------------------------------------ | -------- | -------------- | ------------- |
| Поразка   | 1977 | Відкритий чемпіонат Франції з тенісу | Ґрунт    | Гільєрмо Вілас | 0–6, 3–6, 0–6 |

### Парний розряд: 7 (3–4)
| Результат | Рік  | Турнір                               | Покриття | Партнер       | Суперники                   | Рахунок                 |
| --------- | ---- | ------------------------------------ | -------- | ------------- | --------------------------- | ----------------------- |
| Перемога  | 1975 | Відкритий чемпіонат Франції з тенісу | Ґрунт    | Рауль Рамірес | Джон Александер Філ Дент    | 6–4, 2–6, 6–2, 6–4      |
| Поразка   | 1976 | Відкритий чемпіонат Франції          | Ґрунт    | Рауль Рамірес | Фред Макнеер Шервуд Стюарт  | 6–7, 3–6, 1–6           |
| Перемога  | 1976 | Вімблдонський турнір                 | Трава    | Рауль Рамірес | Росс Кейс Джефф Мастерз     | 3–6, 6–3, 8–6, 2–6, 7–5 |
| Перемога  | 1977 | Відкритий чемпіонат Франції          | Ґрунт    | Рауль Рамірес | Войцех Фібак Ян Кодеш       | 7–6, 4–6, 6–3, 6–4      |
| Поразка   | 1977 | Відкритий чемпіонат США з тенісу     | Ґрунт    | Рауль Рамірес | Боб Г'юїтт Фрю Макміллан    | 4–6, 0–6                |
| Поразка   | 1979 | Вімблдонський турнір                 | Трава    | Рауль Рамірес | Пітер Флемінг Джон Макінрой | 6–4, 4–6, 2–6, 2–6      |
| Поразка   | 1980 | Відкритий чемпіонат Франції          | Ґрунт    | Рауль Рамірес | Віктор Амая Генк Пфістер    | 6–1, 4–6, 4–6, 3–6      |

## Часова шкала результатів на турнірах Великого шлему
| W | Ф | ПФ | ЧФ | #Р | КТ | К# | DNQ | A | NH |

### Одиночний розряд
| Турнір                                 | 1970  | 1971  | 1972  | 1973  | 1974  | 1975  | 1976  | 1977  | 1977  | 1978  | 1979  | 1980  | 1981  | 1982  | 1983  | 1984  | SR     |
| -------------------------------------- | ----- | ----- | ----- | ----- | ----- | ----- | ----- | ----- | ----- | ----- | ----- | ----- | ----- | ----- | ----- | ----- | ------ |
| Відкритий чемпіонат Австралії з тенісу |       |       |       |       |       |       |       |       |       |       |       | 3р    |       |       |       |       | 0 / 1  |
| Відкритий чемпіонат Франції з тенісу   |       |       | 2р    | 2р    | 2р    | 4р    |       | Ф     | Ф     | 3р    | 3р    | 4р    | 3р    | 2р    | 4р    | 4р    | 0 / 12 |
| Вімблдонський турнір                   |       |       | 2р    |       | 2р    | 3р    | 4р    | 2р    | 2р    | ЧФ    | 3р    | ПФ    | 2р    | 2р    | 4р    | 1р    | 0 / 12 |
| Відкритий чемпіонат США з тенісу       | 1р    | 1р    | 2р    | 3р    | 2р    | 2р    | 4р    | ЧФ    | ЧФ    | ЧФ    | 4р    | 4р    | 4р    | 2р    | 2р    | 2р    | 0 / 15 |
| Strike rate                            | 0 / 1 | 0 / 1 | 0 / 3 | 0 / 2 | 0 / 3 | 0 / 3 | 0 / 2 | 0 / 3 | 0 / 3 | 0 / 3 | 0 / 3 | 0 / 4 | 0 / 3 | 0 / 3 | 0 / 3 | 0 / 3 | 0 / 40 |

1. ↑  1977 року Відкритий чемпіонат Австралії відбувся двічі: в січні та грудні.
2. ↑  На Відкритому чемпіонаті Франції з тенісу 1972 було два попередні кола.[1] Готтфрід виграв обидва й потрапив до основної сітки. Ці перемоги не рахуються як перемоги в основній сітці.

## Фінали гран-прі, WCT та турнірів Великого шолома

### Одиночний розряд: 51 (25–26)
| Результат | Ранг | Дата | Турнір                                      | Покриття   | Суперник           | Рахунок                 |
| --------- | ---- | ---- | ------------------------------------------- | ---------- | ------------------ | ----------------------- |
| Перемога  | 1.   | 1973 | Йоганнесбург                                | Тверде     | Хайме Фійоль       | Без гри                 |
| Перемога  | 2.   | 1973 | Лас-Вегас, Невада, США                      | Тверде     | Артур Еш           | 6–1, 6–3                |
| Поразка   | 1.   | 1973 | Форт-Верт, Техас, США                       | Тверде     | Едді Діббс         | 5–7, 2–6, 4–6           |
| Поразка   | 2.   | 1973 | Крайстчерч, Нова Зеландія                   | Трава      | Фред Столл         | 6–7, 4–6, 1–6           |
| Перемога  | 3.   | 1974 | Paris Indoor, Франція                       | Тверде (i) | Едді Діббс         | 6–3, 5–7, 8–6, 6–0      |
| Поразка   | 3.   | 1974 | Лондон                                      | Килим      | Джиммі Коннорс     | 2–6, 6–7                |
| Перемога  | 4.   | 1975 | Балтимор, Меріленд, США                     | Килим      | Аллан Стоун        | 3–6, 6–2, 6–3           |
| Перемога  | 5.   | 1975 | Дейтон, Огайо, США                          | Килим      | Джефф Мастерз      | 6–4, 4–6, 6–4           |
| Поразка   | 4.   | 1975 | Denver WCT, США                             | Килим      | Джиммі Коннорс     | 3–6, 4–6                |
| Перемога  | 6.   | 1975 | Мельбурн                                    | Трава      | Гаролд Соломон     | 6–2, 7–6, 6–1           |
| Поразка   | 5.   | 1975 | Йоганнесбург                                | Тверде     | Гаролд Соломон     | 3–6, 2–6, 7–5, 2–6      |
| Поразка   | 6.   | 1976 | Richmond WCT, США                           | Килим      | Артур Еш           | 2–6, 4–6                |
| Перемога  | 7.   | 1976 | Лос-Анджелес                                | Килим      | Артур Еш           | 6–2, 6–2                |
| Поразка   | 7.   | 1976 | Сан-Франциско, США                          | Килим      | Роско Теннер       | 6–4, 5–7, 1–6           |
| Поразка   | 8.   | 1976 | Йоганесбурґ, ПАР                            | Тверде     | Гаролд Соломон     | 2–6, 7–6, 3–6, 4–6      |
| Перемога  | 8.   | 1977 | Балтимор, Мериленд, США                     | Килим      | Гільєрмо Вілас     | 6–3, 7–6                |
| Перемога  | 9.   | 1977 | Indian Wells Open, США                      | Тверде     | Гільєрмо Вілас     | 2–6, 6–1, 6–3           |
| Поразка   | 9.   | 1977 | Мемфіс, Теннессі, США                       | Тверде (i) | Б'єрн Борг         | 4–6, 3–6, 6–4, 5–7      |
| Перемога  | 10.  | 1977 | Washington Indoor, США                      | Килим      | Роберт Лутц        | 6–1, 6–2                |
| Перемога  | 11.  | 1977 | Ла Коста, Каліфорнія, США                   | Тверде     | Марті Ріссен       | 6–3, 6–2                |
| Поразка   | 10.  | 1977 | Лос-Анджелес                                | Килим      | Стен Сміт          | 4–6, 6–2, 3–6           |
| Поразка   | 11.  | 1977 | Денвер, Колорадо, США                       | Килим      | Бйорн Борг         | 5–7, 2–6                |
| Поразка   | 12.  | 1977 | Відкритий чемпіонат Франції з тенісу, Париж | Ґрунт      | Гільєрмо Вілас     | 0–6, 3–6, 0–6           |
| Поразка   | 13.  | 1977 | Washington Open                             | Ґрунт      | Гільєрмо Вілас     | 4–6, 5–7                |
| Поразка   | 14.  | 1977 | Колумбус, Огайо, США                        | Тверде     | Гільєрмо Вілас     | 2–6, 1–6                |
| Поразка   | 15.  | 1977 | Лос-Анджелес                                | Тверде     | Рауль Рамірес      | 5–7, 6–3, 4–6           |
| Поразка   | 16.  | 1977 | Сан-Франциско, США                          | Килим      | Балч Волтс         | 6–4, 3–6, 5–7           |
| Поразка   | 17.  | 1977 | Майї, Гаваї, США                            | Тверде     | Джиммі Коннорс     | 2–6, 0–6                |
| Перемога  | 12.  | 1977 | Відень, Австрія                             | Тверде (i) | Войцех Фібак       | 6–1, 6–1                |
| Поразка   | 18.  | 1977 | Paris Indoor, Франція                       | Тверде (i) | Коррадо Барадзутті | 6–7, 6–7, 7–6, 6–3, 4–6 |
| Перемога  | 13.  | 1978 | Washington Indoor, U.S.                     | Килим      | Рауль Рамірес      | 7–5, 7–6                |
| Перемога  | 14.  | 1978 | Дейтон, Огайо, США                          | Килим      | Едді Діббс         | 2–6, 6–4, 7–6(7–4)      |
| Перемога  | 15.  | 1978 | Х'юстон WCT, США                            | Ґрунт      | Іліє Настасе       | 3–6, 6–2, 6–1           |
| Поразка   | 19.  | 1978 | Лос-Анджелес                                | Килим      | Артур Еш           | 2–6, 4–6                |
| Поразка   | 20.  | 1979 | Indian Wells Open, США                      | Тверде     | Роско Теннер       | 4–6, 2–6                |
| Поразка   | 21.  | 1979 | Washington Indoor, США                      | Килим      | Роско Теннер       | 4–6, 4–6                |
| Перемога  | 16.  | 1979 | Колумбус, Огайо, США                        | Ґрунт      | Едді Діббс         | 6–3, 6–0                |
| Перемога  | 17.  | 1979 | Базель, Швейцарія                           | Тверде (i) | Йохан Крік         | 7–5, 6–1, 4–6, 6–3      |
| Перемога  | 18.  | 1980 | Сербітон, Велика Британія                   | Трава      | Сенді Меєр         | 6–3, 6–3                |
| Перемога  | 19.  | 1980 | Washington Open                             | Ґрунт      | Хосе Луїс Клерк    | 7–5, 4–6, 6–4           |
| Перемога  | 20.  | 1980 | Відень, Австрія                             | Тверде (i) | Трей Волткі        | 6–2, 6–4, 6–3           |
| Перемога  | 21.  | 1980 | Paris Indoor, Франція                       | Тверде (i) | Адріано Панатта    | 4–6, 6–3, 6–1, 7–6      |
| Поразка   | 22.  | 1981 | Брюссель, Бельгія                           | Килим      | Джиммі Коннорс     | 2–6, 4–6, 3–6           |
| Поразка   | 23.  | 1981 | Лондон (Queen's), Велика Британія           | Трава      | Джон Макінрой      | 6–7, 5–7                |
| Перемога  | 22.  | 1981 | Стоу, Вермонт, США                          | Тверде     | Тоні Грем          | 6–3, 6–3                |
| Поразка   | 24.  | 1981 | Відень, Австрія                             | Тверде (i) | Іван Лендл         | 6–1, 0–6, 1–6, 2–6      |
| Перемога  | 23.  | 1982 | Тампа, Флорида, США                         | Тверде     | Майк Естеп         | 6–7, 6–2, 6–4           |
| Поразка   | 25.  | 1982 | Колумбус, Огайо, США                        | Тверде     | Джиммі Коннорс     | 5–7, 0–6                |
| Перемога  | 24.  | 1982 | Відень, Австрія                             | Тверде (i) | Білл Скенлон       | 6–1, 6–4, 6–0           |
| Поразка   | 26.  | 1982 | Вемблі, Велика Британія                     | Килим      | Джон Макінрой      | 3–6, 2–6, 4–6           |
| Перемога  | 25.  | 1983 | Відень, Австрія                             | Тверде (i) | Мел Перселл        | 6–2, 6–3, 7–5           |

### Парний розряд (54–41)
| Результат | Ранг | Дата | Турнір                                      | Покриття   | Партнер                | Суперники                          | Рахунок                 |
| --------- | ---- | ---- | ------------------------------------------- | ---------- | ---------------------- | ---------------------------------- | ----------------------- |
| Перемога  | 1.   | 1973 | Philadelphia WCT, США                       | Килим      | Дік Стоктон (тенісист) | Рой Емерсон Род Лейвер             | 4–6, 6–3, 6–4           |
| Перемога  | 2.   | 1973 | Лас-Вегас, США                              | Тверде     | Дік Стоктон            | Кен Роузволл Фред Столл            | 6–7, 6–4, 6–4           |
| Поразка   | 1.   | 1973 | Мастерс Цинциннаті, США                     | Тверде     | Рауль Рамірес          | Джон Александер Філ Дент           | 6–1, 6–7, 6–7           |
| Перемога  | 3.   | 1973 | Форт-Верт, США                              | Тверде     | Дік Стоктон            | Овен Девідсон Джон Ньюкомб         | 7–6, 6–4                |
| Поразка   | 2.   | 1973 | Гонконг                                     | Тверде     | Пол Геркен             | Колін Діблі Род Лейвер             | 3–6, 7–5, 15–17         |
| Поразка   | 3.   | 1974 | Atlanta WCT, США                            | Ґрунт      | Дік Стоктон (тенісист) | Роберт Лутц Стен Сміт              | 3–6, 6–3, 6–7           |
| Поразка   | 4.   | 1974 | Орландо, США                                | Ґрунт      | Дік Стоктон            | Овен Девідсон Джон Ньюкомб         | 6–7, 3–6                |
| Поразка   | 5.   | 1974 | Гамбург, Німеччина                          | Ґрунт      | Рауль Рамірес          | Юрген Фассбендер Ганс-Юрген Поманн | 3–6, 4–6, 4–6           |
| Перемога  | 4.   | 1974 | Рим, Італія                                 | Ґрунт      | Рауль Рамірес          | Хуан Хісберт стар. Іліє Настасе    | 6–3, 6–2, 6–3           |
| Поразка   | 6.   | 1974 | Чикаго, США                                 | Килим      | Рауль Рамірес          | Том Гормен (тенісист) Марті Ріссен | 6–4, 3–6, 5–7           |
| Перемога  | 5.   | 1974 | Саут-Орандж, США                            | Тверде     | Рауль Рамірес          | Ананд Амрітрадж Віджай Амрітрадж   | 7–6, 6–7, 7–6           |
| Поразка   | 7.   | 1974 | Лос-Анджелес, США                           | Тверде     | Рауль Рамірес          | Росс Кейс Джефф Мастерз            | 3–6, 2–6                |
| Поразка   | 8.   | 1974 | Мадрид, Іспанія                             | Ґрунт      | Рауль Рамірес          | Патріс Домінгес Антоніо Муньйос    | 1–6, 3–6                |
| Поразка   | 9.   | 1974 | Тегеран, Іран                               | Ґрунт      | Рауль Рамірес          | Мануель Орантес Гільєрмо Вілас     | 6–7, 6–2, 2–6           |
| Поразка   | 10.  | 1974 | Париж, Франція                              | Тверде (i) | Рауль Рамірес          | Патріс Домінгес Франсуа Жоффре     | 5–7, 4–6                |
| Поразка   | 11.  | 1974 | Лондон, Англія                              | Килим      | Рауль Рамірес          | Джиммі Коннорс Іліє Настасе        | 6–3, 6–7, 3–6           |
| Перемога  | 6.   | 1975 | Philadelphia WCT, США                       | Килим      | Рауль Рамірес          | Дік Стоктон Ерік ван Діллен        | 3–6, 6–3, 7–6           |
| Поразка   | 12.  | 1975 | Dayton Indoor, США                          | Килим      | Пол Геркен             | Рей Раффелз Аллан Стоун            | 6–7, 5–7                |
| Перемога  | 7.   | 1975 | St. Petersburg WCT, США                     | Тверде     | Рауль Рамірес          | Чарлі Пасарелл Роско Теннер        | 6–4, 6–4                |
| Перемога  | 8.   | 1975 | La Costa WCT, США                           | Тверде     | Рауль Рамірес          | Чарлі Пасарелл Роско Теннер        | 7–5, 6–4                |
| Поразка   | 13.  | 1975 | São Paulo WCT, Бразилія                     | Килим      | Рауль Рамірес          | Росс Кейс Джефф Мастерз            | 7–6, 6–7, 6–7           |
| Поразка   | 14.  | 1975 | Каракас, Венесуела                          | Тверде     | Рауль Рамірес          | Росс Кейс Джефф Мастерз            | 5–7, 6–4, 2–6           |
| Перемога  | 9.   | 1975 | Орландо, США                                | Тверде     | Рауль Рамірес          | Колін Діблі Рей Раффелз            | 6–4, 6–4                |
| Перемога  | 10.  | 1975 | World Парний розряд WCT, Мексика            | Килим      | Рауль Рамірес          | Марк Кокс Кліфф Дрісдейл           | 7–6, 6–7, 6–2, 7–6      |
| Перемога  | 11.  | 1975 | Dallas WCT, США                             | Килим      | Рауль Рамірес          | Боб Г'юїтт Фрю Макміллан           | 7–5, 6–3, 4–6, 2–6, 7–5 |
| Перемога  | 12.  | 1975 | Рим, Італія                                 | Ґрунт      | Рауль Рамірес          | Джиммі Коннорс Іліє Настасе        | 6–4, 7–6, 2–6, 6–1      |
| Перемога  | 13.  | 1975 | Відкритий чемпіонат Франції з тенісу, Париж | Ґрунт      | Рауль Рамірес          | Джон Александер Філ Дент           | 6–4, 2–6, 6–2, 6–4      |
| Поразка   | 15.  | 1975 | Washington Open, США                        | Ґрунт      | Рауль Рамірес          | Роберт Луц Стен Сміт               | 5–7, 6–2, 1–6           |
| Перемога  | 14.  | 1975 | Бостон, США                                 | Ґрунт      | Рауль Рамірес          | Джон Ендрюс Майк Естеп             | 4–6, 6–3, 7–6           |
| Поразка   | 16.  | 1975 | Мельбурн, Австралія                         | Трава      | Рауль Рамірес          | Росс Кейс Джефф Мастерз            | 4–6, 0–6                |
| Перемога  | 15.  | 1975 | Сідней, Австралія                           | Тверде (i) | Рауль Рамірес          | Росс Кейс Джефф Мастерз            | 6–4, 6–2                |
| Перемога  | 16.  | 1975 | Перт, Австралія                             | Тверде     | Рауль Рамірес          | Росс Кейс Джефф Мастерз            | 2–6, 6–4, 6–4, 6–0      |
| Перемога  | 17.  | 1975 | Токіо, Японія                               | Ґрунт      | Рауль Рамірес          | Хуан Хісберт стар. Мануель Орантес | 7–6, 6–4                |
| Перемога  | 18.  | 1976 | Monterrey WCT, Мексика                      | Килим      | Рауль Рамірес          | Росс Кейс Джефф Мастерз            | 6–2, 4–6, 6–3           |
| Перемога  | 19.  | 1976 | Richmond WCT, США                           | Килим      | Рауль Рамірес          | Артур Еш Том Оккер                 | 6–4, 7–5                |
| Перемога  | 20.  | 1976 | St. Louis WCT, США                          | Килим      | Рауль Рамірес          | Джон Александер Філ Дент           | 6–4, 6–2                |
| Перемога  | 21.  | 1976 | Мехіко, Мексика                             | Ґрунт      | Рауль Рамірес          | Ісмаїл Ель-Шафей Браян Феерлі      | 6–4, 7–6                |
| Перемога  | 22.  | 1976 | Jackson WCT, США                            | Килим      | Рауль Рамірес          | Росс Кейс Джефф Мастерз            | 7–5, 4–6, 6–0           |
| Перемога  | 23.  | 1976 | Каракас, Венесуела                          | Ґрунт      | Рауль Рамірес          | Джефф Боров'як Іліє Настасе        | 7–5, 6–4                |
| Перемога  | 24.  | 1976 | Рим, Італія                                 | Ґрунт      | Рауль Рамірес          | Джефф Мастерз Джон Ньюкомб         | 7–6, 5–7, 6–3, 3–6, 6–3 |
| Поразка   | 17.  | 1976 | Відкритий чемпіонат Франції з тенісу, Париж | Ґрунт      | Рауль Рамірес          | Фред Макнеер Шервуд Стюарт         | 6–7, 3–6, 1–6           |
| Перемога  | 25.  | 1976 | Вімблдонський турнір, Лондон                | Трава      | Рауль Рамірес          | Росс Кейс Джефф Мастерз            | 3–6, 6–3, 8–6, 2–6, 7–5 |
| Перемога  | 26.  | 1976 | Washington Open, США                        | Ґрунт      | Рауль Рамірес          | Артур Еш Джиммі Коннорс            | 6–3, 6–3                |
| Перемога  | 27.  | 1976 | Норт-Конвей, США                            | Ґрунт      | Рауль Рамірес          | Рікардо Кано Віктор Печчі          | 6–3, 6–0                |
| Перемога  | 28.  | 1976 | Індіанаполіс, США                           | Ґрунт      | Рауль Рамірес          | Фред Макнеер Шервуд Стюарт         | 6–2, 6–2                |
| Перемога  | 29.  | 1976 | Woodlands Парний розряд, США                | Тверде     | Рауль Рамірес          | Філ Дент Аллан Стоун               | 6–1, 6–4, 5–7, 7–6      |
| Поразка   | 18.  | 1976 | Сан-Франциско, США                          | Килим      | Боб Г'юїтт             | Дік Стоктон Роско Теннер           | 3–6, 4–6                |
| Перемога  | 30.  | 1976 | Барселона, Іспанія                          | Ґрунт      | Рауль Рамірес          | Боб Г'юїтт Фрю Макміллан           | 7–6, 6–4                |
| Поразка   | 19.  | 1976 | Відень, Австрія                             | Тверде (i) | Рауль Рамірес          | Боб Г'юїтт Фрю Макміллан           | 4–6, 0–4, ret.          |
| Поразка   | 20.  | 1976 | Вемблі, Англія                              | Килим      | Войцех Фібак           | Стен Сміт Роско Теннер             | 6–7, 3–6                |
| Перемога  | 31.  | 1976 | Йоганнесбург, ПАР                           | Тверде     | Шервуд Стюарт          | Хуан Хісберт стар. Стен Сміт       | 1–6, 6–1, 6–2, 7–6      |
| Перемога  | 32.  | 1977 | Маямі, США                                  | Ґрунт      | Рауль Рамірес          | Пол Кронк Кліфф Летчер             | 7–5, 6–4                |
| Поразка   | 21.  | 1977 | Washington Indoor, США                      | Килим      | Рауль Рамірес          | Роберт Луц Стен Сміт               | 3–6, 5–7                |
| Перемога  | 33.  | 1977 | Рим, Італія                                 | Ґрунт      | Рауль Рамірес          | Фред Макнеер Шервуд Стюарт         | 6–7, 7–6, 7–5           |
| Перемога  | 34.  | 1977 | Відкритий чемпіонат Франції з тенісу, Париж | Ґрунт      | Рауль Рамірес          | Войцех Фібак Ян Кодеш              | 7–6, 4–6, 6–3, 6–4      |
| Перемога  | 35.  | 1977 | Норт-Конвей, США                            | Ґрунт      | Рауль Рамірес          | Фред Макнеер Шервуд Стюарт         | 7–5, 6–3                |
| Поразка   | 22.  | 1977 | Відкритий чемпіонат США з тенісу, Нью-Йорк  | Ґрунт      | Рауль Рамірес          | Боб Г'юїтт Фрю Макміллан           | 4–6, 0–6                |
| Поразка   | 23.  | 1977 | Мауї, США                                   | Тверде     | Рауль Рамірес          | Роберт Луц Стен Сміт               | 6–7, 4–6                |
| Перемога  | 36.  | 1977 | Париж, Франція                              | Тверде (i) | Рауль Рамірес          | Джефф Боров'як Роджер Тейлор       | 6–2, 6–0                |
| Поразка   | 24.  | 1977 | Стокгольм, Швеція                           | Тверде (i) | Рауль Рамірес          | Войцех Фібак Том Оккер             | 3–6, 3–6                |
| Поразка   | 25.  | 1977 | Вемблі, Англія                              | Тверде     | Рауль Рамірес          | Сенді Меєр Фрю Макміллан           | 3–6, 6–7                |
| Перемога  | 37.  | 1978 | Мемфіс, США                                 | Килим      | Рауль Рамірес          | Філ Дент Джон Ньюкомб              | 3–6, 7–6, 6–2           |
| Перемога  | 38.  | 1978 | Дейтон, США                                 | Килим      | Джефф Мастерз          | Генк Пфістер Балч Волтс            | 6–3, 6–4                |
| Перемога  | 39.  | 1979 | Richmond WCT, США                           | Килим      | Джон Макінрой          | Йон Ціріак Гільєрмо Вілас          | 6–4, 6–3                |
| Поразка   | 26.  | 1979 | Вімблдонський турнір, Лондон                | Трава      | Рауль Рамірес          | Пітер Флемінг Джон Макінрой        | 6–4, 4–6, 2–6, 2–6      |
| Поразка   | 27.  | 1979 | Washington Open, США                        | Ґрунт      | Рауль Рамірес          | Марті Ріссен Шервуд Стюарт         | 6–2, 3–6, 4–6           |
| Перемога  | 40.  | 1979 | Колумбус, США                               | Ґрунт      | Роберт Лутц            | Тім Галліксон Том Галліксон        | 4–6, 6–3, 7–6           |
| Перемога  | 41.  | 1979 | Мастерс Цинциннаті, США                     | Тверде     | Іліє Настасе           | Роберт Луц Стен Сміт               | 1–6, 6–3, 7–6           |
| Поразка   | 28.  | 1979 | Базель, Швейцарія                           | Тверде (i) | Рауль Рамірес          | Боб Г'юїтт Фрю Макміллан           | 3–6, 4–6                |
| Поразка   | 29.  | 1979 | Відень, Австрія                             | Тверде (i) | Рауль Рамірес          | Боб Г'юїтт Фрю Макміллан           | 4–6, 6–3, 1–6           |
| Перемога  | 42.  | 1980 | Masters Doubles WCT, Лондон                 | Килим      | Рауль Рамірес          | Войцех Фібак Том Оккер             | 3–6, 6–4, 6–4, 3–6, 6–3 |
| Поразка   | 30.  | 1980 | Baltimore WCT, США                          | Килим      | Фрю Макміллан          | Тім Галліксон Марті Ріссен         | 6–2, 3–6, 4–6           |
| Поразка   | 31.  | 1980 | Філадельфія, США                            | Килим      | Рауль Рамірес          | Пітер Флемінг Джон Макінрой        | 3–6, 6–7                |
| Поразка   | 32.  | 1980 | Richmond WCT, США                           | Килим      | Фрю Макміллан          | Фріц Бунінг Йохан Крік             | 6–3, 3–6, 6–7           |
| Перемога  | 43.  | 1980 | Мемфіс, США                                 | Килим      | Джон Макінрой          | Род Фролі Томаш Шмід               | 6–3, 6–7, 7–6           |
| Поразка   | 33.  | 1980 | Відкритий чемпіонат Франції з тенісу, Париж | Ґрунт      | Рауль Рамірес          | Віктор Амая Генк Пфістер           | 6–1, 4–6, 4–6, 3–6      |
| Перемога  | 44.  | 1980 | Норт-Конвей, США                            | Ґрунт      | Джиммі Коннорс         | Кевін Каррен Стів Дентон           | 7–6, 6–2                |
| Перемога  | 45.  | 1980 | Колумбус, США                               | Тверде     | Сенді Меєр             | Пітер Флемінг Еліот Телчер         | 6–4, 6–2                |
| Перемога  | 46.  | 1980 | Sawgrass Doubles, США                       | Тверде     | Рауль Рамірес          | Роберт Луц Стен Сміт               | 7–6, 6–4, 2–6, 7–6      |
| Поразка   | 34.  | 1980 | Париж, Франція                              | Тверде (i) | Реймонд Мур            | Паоло Бертолуччі Адріано Панатта   | 4–6, 4–6                |
| Поразка   | 35.  | 1980 | Sydney International, Австралія             | Трава      | Вітас Ґерулайтіс       | Пітер Макнамара Пол Макнамі        | 2–6, 4–6                |
| Поразка   | 36.  | 1981 | Філадельфія, США                            | Килим      | Рауль Рамірес          | Марті Ріссен Шервуд Стюарт         | 2–6, 2–6                |
| Поразка   | 37.  | 1981 | Richmond WCT, США                           | Килим      | Рауль Рамірес          | Тім Галліксон Бернард Міттон       | 6–3, 2–6, 3–6           |
| Перемога  | 47.  | 1981 | Мілан, Італія                               | Килим      | Рауль Рамірес          | Джон Макінрой Пітер Реннерт        | 7–6, 6–3                |
| Поразка   | 38.  | 1981 | Стоу, США                                   | Тверде     | Роберт Луц             | Йохан Крік Ларрі Стефанкі          | 6–2, 1–6, 2–6           |
| Перемога  | 48.  | 1982 | Indian Wells Open, США                      | Тверде     | Рауль Рамірес          | Джон Ллойд Дік Стоктон (тенісист)  | 6–4, 3–6, 6–2           |
| Поразка   | 39.  | 1982 | Тампа, США                                  | Тверде     | Генк Пфістер           | Тім Галліксон Том Галліксон        | 2–6, 3–6                |
| Перемога  | 49.  | 1982 | Sawgrass Doubles, США                       | Ґрунт      | Рауль Рамірес          | Марк Едмондсон Кім Ворвік          | W/O                     |
| Перемога  | 50.  | 1982 | Париж, Франція                              | Тверде (i) | Брюс Менсон            | Джей Лепідус Рік Маєр              | 6–4, 6–2                |
| Перемога  | 51.  | 1982 | Йоганнесбург, ПАР                           | Тверде     | Фрю Макміллан          | Шломо Глікштейн Ендрю Паттісон     | 6–2, 6–2                |
| Поразка   | 40.  | 1983 | Masters Doubles WCT, Лондон                 | Килим      | Рауль Рамірес          | Гайнц Ґюнтгардт Балаж Тароці       | 3–6, 5–7, 6–7           |
| Перемога  | 52.  | 1983 | Indian Wells Open, США                      | Тверде     | Рауль Рамірес          | Тіан Вільюн Дані Віссер            | 6–3, 6–3                |
| Поразка   | 41.  | 1983 | Гамбург, Німеччина                          | Ґрунт      | Марк Едмондсон         | Гайнц Гюнтхардт Балаж Тароці       | 6–7, 6–4, 4–6           |
| Перемога  | 53.  | 1983 | Лондон/Queen's Club, Англія                 | Трава      | Пол Макнамі            | Кевін Каррен Стів Дентон           | 6–4, 6–3                |
| Перемога  | 54.  | 1984 | Норт-Конвей, США                            | Ґрунт      | Томаш Шмід             | Кассіу Мотта Блейн Вілленборг      | 6–4, 6–2                |